# Gastrodontidae
Gastrodontidae is een familie van weekdieren uit de klasse van de Gastropoda (slakken).

## Geslacht
- Aegopinella Lindholm, 1927
- Atlantica Ancey, 1887
- Gastrodonta Albers, 1850
- Glyphyalinia E. von Martens, 1892
- Godwinia Sykes, 1900
- Janulus R. T. Lowe, 1852
- Mesomphix Rafinesque, 1819
- Nesovitrea C. M. Cooke, 1921
- Patulopsis Strebel & Pfeffer, 1879
- Perpolita H. B. Baker, 1928
- Poecilozonites O. Boettger, 1884
- Pseudohyalina Morse, 1864
- Retinella P. Fischer, 1877
- Striatura Morse, 1864
- Striaturops H. B. Baker, 1928
- Ventridens W. G. Binney & Bland, 1869
- Vermetum Wollaston, 1878
- Vitrinizonites W. G. Binney, 1879
- Zonitoides Lehmann, 1862

## In Nederland waargenomen soorten
In Nederland komen drie soorten uit deze familie voor, allemaal uit het geslacht Zonitoides.  
- Genus: Zonitoides
  - Zonitoides arboreus - (Bos-glimslak of Amerikaanse glimslak)
  - Zonitoides excavatus - (Grofgestreepte glimslak)
  - Zonitoides nitidus - (Donkere glimslak)